# 湖南省教育厅
湖南省教育厅是中华人民共和国湖南省人民政府主管教育工作的组成部门。

## 主要职责
1. 贯彻落实国家教育工作的方针、政策和法律、法规、规章，起草地方性的政策法规，并监督执行。
2. 研究提出全省教育改革与发展战略和教育事业发展规划，拟定教育体制改革的政策以及教育发展的重点、结构、速度，指导并协调实施工作。
3. 统筹管理本部门教育经费；参与拟定筹措教育经费、教育拨款、教育基建投资的政策法规；监测全省教育经费的投入和使用情况；按有关规定管理香港、澳门特别行政区和台湾地区以及国外政府组织对湖南省的教育援助和教育贷款；指导、管理资助高等学校经济困难学生和助学贷款工作。
4. 研究制定中等和初等教育各类办学标准、教学基本要求、教学基本文件、评估标准并指导实施；按有关规定承办中等教育各类学校的设置、更名、撤销与调整的审核、报批工作；组织编写中等和初等学校的全省统编教材；指导中等和中等以下各类教育的教育教学改革；组织对普及九年制义务教育、扫除青壮年文盲工作的督导与评估。
5. 统筹和指导少数民族教育工作，协调对少数民族地区和贫困地区的教育援助。
6. 统筹管理普通高等教育、研究生教育以及高等职业教育、成人高等教育、社会力量举办的高等教育、高等教育自学考试和继续教育等工作；研究提出各类高等教育办学标准、教学基本文件和评估标准并组织实施；按有关规定承办普通高等本科学校、专科学校、高等职业技术学校、成人高等学校、社会力量举办的高等教育机构的设置、调整、更名的审核、报批工作。
7. 规划并指导各级各类学校的思想政治教育工作、德育工作、体育卫生与艺术教育及国防教育工作。
8. 主管全省的教师工作。制定各级各类教师资格标准实施意见并指导实施；研究提出省内各级各类学校编制标准，监督执行国家标准；统筹规划学校教师和管理人员队伍建设工作。
9. 统筹管理各类高等、中等学历教育的招生考试工作；制定各类高等学校、中等专业学校招生计划；负责各类高等、中等学历教育的学籍管理工作；归口管理高等学校、中等专业学校毕业生就业制度改革，拟定高等学校、中等专业学校毕业生就业政策并组织实施。
10. 规划并指导高等学校的自然科学、社会科学研究；宏观指导高等学校的高新技术应用研究与推广、科技成果转化和“产学研”结合等工作；协调并指导高等学校承担国家和省重大科技项目的实施工作。指导高等学校国家和省重点实验室、工程（技术）研究中心等科技基地的发展建设和重点学科、“211工程”建设。
11. 统筹管理并协调、指导教育系统的外事工作，拟定出国留学和来湘留学管理工作的政策法规，规划并协调、指导对外汉语教学工作，协调同香港、澳门特别行政区和台湾地区的教育交流与合作，承办教育援外、教育外援工作；会同有关部门依法监督管理自费留学中介服务机构。
12. 负责全省教育基本信息的统计、分析和发布。
13. 按照党组织隶属关系，规划并指导高等学校的党建、宣传、统战和群团工作。
14. 协助省委组织部考察和管理高等学校领导班子和领导干部，指导高等学校干部思想教育及有关培训工作。
15. 指导全省教育系统的纪检、监察工作。
16. 承办省委、省人民政府交办的其他事项。[1]

## 历任厅长
- 蒋作斌（2000年4月-2003年6月）
- 张放平（2003年7月-2011年9月）
- 王柯敏（2011年9月-2016年3月）
- 肖国安（2016年3月-2018年）

## 内设机构
- 办公室
- 政策法规处
- 发展计划处（加挂社会办学处牌子）
- 财务建设处
- 教师工作与师范教育处
- 基础教育处
- 职业教育与成人教育处
- 高等教育处
- 民族教育处
- 科学技术处
- 体育卫生与艺术教育处
- 国际交流处
- 学生处（加挂毕业生就业办公室牌子）
- 省高校工委组织部
- 省高校工委宣传部（加挂统战部、思想政治工作处牌子）
- 人事处[2]
- 民办教育处

## 挂靠单位
- 湖南省人民政府学位委员会办公室
- 湖南省语言文字工作委员会办公室
- 湖南省人民政府教育督导室[2]

## 直属单位
- 湖南省教育考试院
- 湖南省教育科学研究院
- 湖南第一师范
- 长沙师范学校
- 湖南大众传媒职业技术学院
- 长沙民政职业技术学院
- 湖南科技职业学院
- 长沙市第一中学
- 湖南省教育报刊社
- 湖南省教育电视台
- 湖南省教育音像出版社
- 湖南省教育生产装备处
- 湖南省电化教育馆
- 湖南省教育建筑设计院
- 湖南省教育管理信息中心
- 湖南省高校干部培训中心
- 湖南省中小学教师继续教育指导中心
- 湖南省大中专学校学生信息咨询与就业指导中心
- 湖南省学生贷款管理中心
- 湖南省普通话培训测试中心
- 湖南省留学服务中心[3]